# Christoph Schroth
Christoph Schroth (* 5. Mai 1937 in Dresden; † 20. September 2022) war ein deutscher Theater-Regisseur und Intendant und einer der einflussreichsten Künstler im Theater der DDR.

## Leben
Schroth stammte aus einer Dresdner Theaterfamilie, seine Mutter war die Schauspielerin Lotte Meyer, sein Bruder ist der Regisseur Peter Schroth.
Christoph Schroth studierte von 1955 bis 1959 Journalistik in Leipzig, von 1962 bis 1965 Theaterwissenschaften und im Fernstudium von 1969 bis 1974 Philosophie. 1960 wurde er Regieassistent am Maxim-Gorki-Theater. Seine erste Inszenierung war 1964 Der Abstecher von Martin Walser an der Volksbühne Berlin. Von 1966 bis 1971 arbeitete er am Landestheater in Halle (Saale), wo zwei Inszenierungen von ihm verboten wurden: die DDR-Erstaufführung von Martin Sperrs Landshuter Erzählungen und Yerma von Federico García Lorca. Danach war er bis 1974 wieder an der Volksbühne Berlin.
Besonders während seiner Zeit als Schauspieldirektor am Mecklenburgischen Staatstheater in Schwerin von 1974 bis 1989 bildeten seine Inszenierungen den Anlass für einen Austausch zwischen Theater und Öffentlichkeit, der über das Künstlerische hinaus weit ins Politische hineinragte. Wichtige Aufführungen waren insbesondere Franziska Linkerhand (1978) und Faust I und Faust II (1979, beide Teile an einem Abend).
Zu einer Besonderheit der Schweriner Theaterarbeit unter Schroths Leitung wurden die Entdeckungen. Schroth hatte das Konzept aus seiner Hallenser Theaterarbeit mitgebracht und in Schwerin weiterentwickelt. Die Entdeckungen standen jeweils unter einem thematischen Schwerpunkt und bündelten verschiedene Inszenierungen und andere szenische Formate an einem Abend. Wesentliche wirkungsästhetische Momente waren der Fest-Charakter, der an Volkstheater-Traditionen anknüpfte, und die Nähe zu den Zuschauern. Das gesamte Theater einschließlich der Probebühnen und Foyers war in die Entdeckungen einbezogen. Unter dem Namen Spektakel realisierte der Regisseur Benno Besson zur gleichen Zeit ein ähnliches Konzept an der Berliner Volksbühne. Diese Form war im Theater der DDR nicht zuletzt deshalb sehr beliebt, weil es auf diese Weise möglich war, Stücke und Aufführungen zu zeigen, die in anderen Formaten möglicherweise verboten worden wären.
Zum Menetekel für den nahen Untergang der DDR wurde der Volksliederabend Die Freie Deutsche Jugend stürmt Berlin, der innerhalb der DDR-Entdeckungen von 1988 gezeigt wurde. Schauspieler sangen sozialistische Lieder aus der Zeit des DDR-Aufbaus, über ihnen hingen ihre Jugendbildnisse. Schroth machte die Differenz zwischen dem einstmals Erhofften und dem Realzustand auf schmerzhafte und zugleich heitere Weise sichtbar. Der Liederabend wurde zu einem der größten Erfolge Schroths in Schwerin.
Von 1984 bis 1986 leitete Schroth neben seiner Tätigkeit als Schauspieldirektor auch als kommissarischer Intendant das Mecklenburgische Staatstheater.
1989 ging Christoph Schroth ans Berliner Ensemble, wo er bis 1990 Oberspielleiter war und bis 1992 als Hausregisseur arbeitete. Von 1992 bis 2003 war er Intendant am Staatstheater Cottbus. In Cottbus setzte er das Schweriner Konzept der Entdeckungen unter dem Titel Zonenrandermutigung fort. Neben seiner Leitungstätigkeit arbeitete Schroth als freischaffender Regisseur im In- und Ausland, unter anderem am Burgtheater Wien, in Vaasa (Finnland), Kassel, Neustrelitz, Neubrandenburg und Senftenberg.
Zu den Schauspielern, mit denen Christoph Schroth über Jahre hinweg arbeitete, zählen Ulrike Krumbiegel, Barbara Bachmann, Bärbel Röhl, Nadja Engel, Wolf-Dieter Lingk, Thomas Harms, Veit Schubert, Sewan Latchinian, Götz Schulte, Axel Werner und Rudolf Koloc. Ein langjähriger Arbeitspartner Schroths war auch der Bühnenbildner Lothar Scharsich.
Christoph Schroth war von 1983 bis 1993 Ordentliches Mitglied der Akademie der Künste, Berlin (Ost). Von 1990 bis 1993 arbeitete er als Sekretär der Sektion Darstellende Kunst der Akademie der Künste, Berlin (Ost). Seit 1993 war er Mitglied der Akademie der Künste Berlin. In der Berliner Akademie der Künste befindet sich Christoph Schroths Nachlass.

## Inszenierungen (Auswahl)
- Zeitgenossen von Armin Stolper, Landestheater Halle, Premiere am 13. September 1969, Uraufführung
- Kap der Unruhe von Alfred Matusche, Volksbühne Berlin, Premiere am 3. März 1972
- Die neuen Leiden des jungen W. von Ulrich Plenzdorf, Volksbühne Berlin, Premiere am 10. Dezember 1972
- Moritz Tassow von Peter Hacks, Mecklenburgisches Staatstheater Schwerin, Premiere: 25. Mai 1975
- Protokoll einer Sitzung von Alexander Gelman, Mecklenburgisches Staatstheater Schwerin, Premiere: 27. März 1976 (innerhalb der Entdeckungen)
- Don Carlos von Friedrich Schiller, Mecklenburgisches Staatstheater Schwerin, Premiere: 26. September 1976
- Die Tage der Commune von Bertolt Brecht, Mecklenburgisches Staatstheater Schwerin, Premiere: 27. Januar 1978 (innerhalb der Brecht-Entdeckungen)
- Franziska Linkerhand von Brigitte Reimann, Theaterfassung von Bärbel Jaksch und Heiner Maaß, Mecklenburgisches Staatstheater Schwerin, Premiere: 21. April 1978
- Boris Godunow von Alexander Puschkin, Mecklenburgisches Staatstheater Schwerin, Premiere: 29. September 1978, DDR-Erstaufführung
- Die Matrosen von Cattaro von Friedrich Wolf, Mecklenburgisches Staatstheater Schwerin, Premiere: 16. April 1979
- Faust I und II von Johann Wolfgang von Goethe, Mecklenburgisches Staatstheater Schwerin, Premiere: 28. September 1979
- Blaue Pferde auf rotem Gras von Michail Schatrow, Berliner Ensemble, Premiere: 3. Oktober 1980 (Fernsehaufzeichnung 1980)
- Das siebte Kreuz von Anna Seghers, Theaterfassung von Bärbel Jaksch und Heiner Maaß, Mecklenburgisches Staatstheater Schwerin, Premiere: 11. April 1981
- Trommeln in der Nacht von Bertolt Brecht, Mecklenburgisches Staatstheater Schwerin, Premiere: 30. Januar 1982, DDR-Erstaufführung
- Iphigenie in Aulis von Euripides in der Fassung von Friedrich Schiller, Die Troerinnen von Euripides und Agamemnon von Aischylos in der Fassung von Gerhard Kelling. Mecklenburgisches Staatstheater Schwerin, Premiere: 5. Dezember 1982, innerhalb der Antike-Entdeckungen
- Bruder Eichmann von Heinar Kipphardt, Mecklenburgisches Staatstheater Schwerin, Premiere: 11. September 1983 (DDR-Erstaufführung in einer Ringaufführung)
- Demetrius/Dmitri von Friedrich Schiller / Volker Braun, Mecklenburgisches Staatstheater Schwerin, Premiere: 27. April 1984 (DDR-Erstaufführung)
- Mutter Courage und ihre Kinder von Bertolt Brecht, Burgtheater, Wien 1986
- Die Freie Deutsche Jugend stürmt Berlin, FDJ-Liederprogramm im Rahmen der DDR-Entdeckungen, Premiere am 29. Januar 1988
- Lenins Tod von Volker Braun, Berliner Ensemble, Premiere am 28. September 1988, Uraufführung
- Wilhelm Tell von Friedrich Schiller, Mecklenburgisches Staatstheater Schwerin 1989
- Die Perser von Aischylos, Theater Bonn 1991
- Die Räuber von Friedrich Schiller, Staatstheater Cottbus 1993
- Hamlet von William Shakespeare, Staatstheater Cottbus 1997
- Die Kinder von Edward Bond, Staatstheater Cottbus 2003, Deutsche Erstaufführung
- Mein Kampf von George Tabori, Staatstheater Cottbus 2006

## Filmografie
- 1980: Blaue Pferde auf rotem Gras (Theateraufzeichnung)
- 1984: Iphigenie in Aulis (Theateraufzeichnung)
- 1990: Wilhelm Tell (Theateraufzeichnung)

## Auszeichnungen
- 1964 Staatspreis für künstlerisches Volksschaffen
- 1978 Verdienstmedaille der DDR
- 1980 Banner der Arbeit
- 1980 Kunstpreis der DDR[11]
- 1981 Hörspielpreis beste Regie eines Kinderhörspiels
- 1984 Nationalpreis 3. Klasse
- 1988 Kunstpreis der FDJ (Erich-Weinert-Medaille)
- 2003 Hans-Otto-Preis, Dresden
- 2010 Bundesverdienstkreuz am Bande[12]